# Тенчо Ампов
Тенчо Георгиев Ампов Богданцалиев е български революционер, деец на Вътрешната македоно-одринска революционна организация.

## Биография
Тенчо Ампов е роден в 1870 година в южномакедонското градче Богданци в семейството, както сам казва, на „родители българи“ Георги Ампов и Елена Георгиева. Влиза във ВМОРО в 1897 година и действа като легален деец. В 1904 година е арестуван за революционна дейност и осъден на 7 години строг тъмничен затвор, като лежи в Смирна. Амнистиран е и на 27 август 1907 година в Дедино става четник на Стамен Радовишки. След Младотурската революция през лятото на 1908 година се легализира. След изпаряването на Хуриета отново се заема с революционна дейност до 1912 година.
На 19 март 1943 година, като жител на София, подава молба за българска народна пенсия, която е одобрена и пенсията е отпусната от Министерския съвет на Царство България.